# Lanzón monolític
El lanzón monolític, o simplement «El Lanzón», és un monòlit o escultura gran d'una sola peça, que pertany a la cultura chavín del Perú (del 1000 ae). Està esculpit en granit irregular de 4,54 m d'alçada, i roman a l'emplaçament originari, en un sector d'una galeria interior del temple Vell de Chavín, anomenada “Galeria del Lanzón”. Se li diu “lanzón” perquè té la forma d'una gegantesca punta de projectil, els extrems de la qual s'enclaven a terra i al sostre de la galeria. Té tres costats, que estan coberts amb motius gravats, i representen una divinitat o ésser sobrenatural amb trets humans barrejats amb trets d'animals. És la més gran de les escultures o monòlits conservats de la cultura chavín; altres són l'estela Raimondi, l'obelisc Tello i el l'estela de Yauya.

## Descoberta
El primer esment sobre aquesta escultura apareix en l'obra del savi italià Antonio Raimondi, que a mitjan s. XIX visità el temple o castell de Chavín. L'estudiós peruà José Toribio Polo, que el 1871 visità el santuari, li posà el nom de “Lanzón”, terme que actualment es considera incorrecte ja que en realitat és una huanca (en quítxua wanka) o pedra sagrada, que segons una interpretació imita la forma d'un ullal. Fou l'explorador alemany Ernst Wilhemm Middendorf qui replegà el nom de huanca quan visità el temple al 1883:
| « | “El pilar que suporta el sostre, anomenat huanca pels indis, té forma de prisma irregular. Està cobert amb dibuixos de línies ondades, gravades en la pedra, que acaben en caps de serps, i el conjunt forma un grotesc rostre humà. La vora llisa que sobreïx endavant en forma el nas, i al seu davall, en els dos amplis plans laterals, està gravada la boca oberta mostrant els incisius i els grossos i punxeguts ullals. La part inferior del pilar té tres plans: els dos anteriors són amples i estret el posterior; la part superior en forma de coll té quatre costats i s'hi veuen també gravats de dents amb ullals grossos. El dibuix adjunt, fet a la incerta llum de ciris de seu, tracta d'il·lustrar d'alguna manera la descripció que acabe d'oferir”. | » |
| — Ernst Middendorf, Perú: observacions i estudis del país i els seus habitants durant una estada de 25 anys, 1895: 77. | |   |

Després fou descrita detalladament pels arqueòlegs Julio C. Tello (1923) i John Rowe (1962). Aquest darrer denominà la imatge gravada la “Gran Imatge” o "Déu Somrient", i el considerà la principal deïtat de la religió chavín, i per tant, del món andí.
L'al·luvió de Chavín de 1945 obstruí l'entrada de les galeries subterrànies i durant molts anys romangué el Lanzón soterrat, fins que es netejà el lloc i es posà novament al descobert el rostre fer del déu tallat en pedra. Es proposà en algun moment traure'l del lloc i traslladar-lo a algun museu, però mai s'ha concretat aquest pla. Una creença molt arrelada a la zona vaticina catàstrofes naturals de magnitud si s'intenta moure del lloc la imposant escultura.

## Cronologia
Segons John Rowe, aquesta escultura pertany als inicis del desenvolupament Chavín i a la primera fase de la construcció del temple (el “temple Vell”), de cap al 1100-900 ae.
Segons els arqueòlegs, la deïtat representada en el Lanzón era la principal divinitat dels chavins, el culte dels quals era atés per una casta sacerdotal que tenia accés a les galeries subterrànies del temple de Chavín. Aquest seria el centre d'atracció de les peregrinacions del món andí. S'hi feien ofrenes humanes i d'animals.

## Disseny

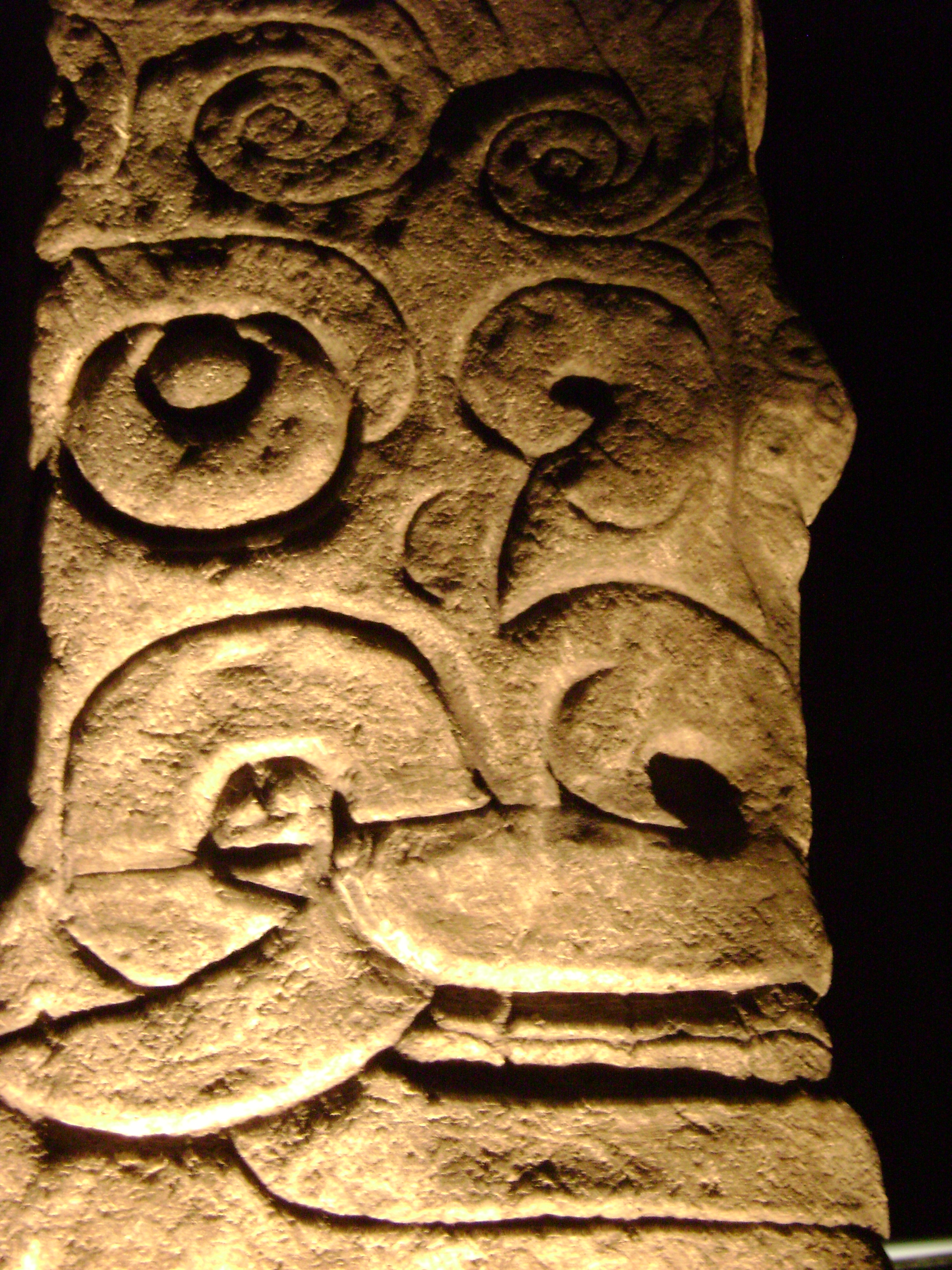
Detall del Lanzón

A grans trets, l'ésser mitològic representat en l'escultura presenta atributs humans i zoomorfs combinats. El cap ocupa la tercera part del volum del monòlit i hi destaquen una boca de felí amb dos ullals que li dona un aspecte fer, una cabellera feta per feixos de serp a manera de plomall, així com grans anelles que li pengen de les orelles. La resta del cos és curt i gruixut, i es veuen les extremitats superiors de forma humana: la mà esquerra cap avall i la dreta enlaire amb els dits estesos. A l'alçada de la gola es veu una espècie de greca, que podria representar un pectoral. El cos és cobert amb una espècie de túnica que acaba en serrells; al damunt es desplaça un grup de caps de fèlid. De tots dos extrems inferiors de la túnica pengen altres dos caps que semblen de colobres. Per sobre del cap de la divinitat es veuen també grups de caps felins.

## Interpretació
Kauffmann considera que la divinitat representada en el “Lanzón” és en el fons la mateixa que mostra l'estela Raimondi, tot i que a diferència d'aquesta no porta bàculs o ceptres, ni plomatge estilitzat. Considera, però, que el braç aixecat del déu podria al·ludir a la seua condició “voladora”.
Comparant amb altres iconografies contemporànies i posteriors, Kauffman sosté que el déu chavín, en les seues diverses variants, és bàsicament un ésser híbrid: meitat home amb boca llistada i meitat au rapinyaire, i l'ha denominat piscoruna-pumapasim (en quítxua "home-au amb boca llistada"). Aquest “felí volador” estaria relacionat amb el culte a l'aigua, de tanta importància en les civilitzacions agrícoles del Perú.